# Hawaiikruiper
De hawaiikruiper (Loxops mana; synoniemen: Manucerthia mana en Oreomystis mana) is een zangvogel uit de familie Fringillidae (vinkachtigen). De vogel werd in 1891 geldig beschreven door de Britse vogelkundige Scott Barchard Wilson. Het is een bedreigde, endemische vogelsoort op Hawaï.

## Kenmerken
De vogel is 11 cm lang; het is een onopvallende vogel die als een boomkruiper langs boomstammen foerageert. De volwassen vogel is dof grijsgroen, van onder lichter dan van boven, met een witte keel. De kegelvormige, iets naar beneden gebogen snavel is bleekgrijs. Rond het oog heeft de volwassen vogel een donkergrijs "masker", onvolwassen vogels zijn daar lichter en hebben een lichte wenkbrauwstreep.

## Verspreiding en leefgebied
Deze soort is endemisch op het eiland Hawaï. Vroeger was de vogel wijd verspreid over de verschillende eilanden, nu komen er nog drie van elkaar geïsoleerde populaties voor op alleen het eiland Hawaï. Het leefgebied bestaat uit inheems bos, meestal tussen de 1500 en 1900 m boven zeeniveau. Er zijn aanwijzingen dat de vogel zich kan handhaven in enigszins aangetast bos.

## Status
De hawaiikruiper heeft een zeer beperkt en versnipperd verspreidingsgebied en daardoor is de kans op uitsterven aanwezig. De grootte van de populatie werd in 2012 door BirdLife International geschat op 3,5 tot 15 duizend individuen en de populatie-aantallen nemen af. Het leefgebied wordt aangetast door het wroeten van verwilderde varkens, die de ondergroei van de oorspronkelijke bossen sterk doen veranderen. Verder zijn er muggen geïntroduceerd die een besmettelijk en voor vogels dodelijke soort malaria verspreiden. Om deze redenen staat deze soort als bedreigd op de Rode Lijst van de IUCN.